# ادوارد درینکر کوپه
ادوارد درینکر کوپه (۲۸ ژوئیهٔ ۱۸۴۰ – ۱۲ آوریل ۱۸۹۷) یک دیرین‌شناس و کالبدشناس تطبیقی آمریکایی، و نیز خزنده‌شناس و آبزی‌شناس برجسته بود.
ادوارد درینکر کوپه (متولد ۲۸ ژوئیه ۱۸۴۰ - وفات در ۱۲ آوریل ۱۸۹۷) جانورشناس، دیرینه‌شناس، کالبدشناسی تطبیقی، خزنده‌شناس و گیاه‌شناس آمریکایی است. او در یک خانواده ثروتمند کوئیکر به دنیا آمد و خود را از دیگر همسن‌هایش به عنوان کودکی نابغه و علاقه‌مند به علم متمایز ساخت. اولین مقاله علمی کوپه در سن 19 سالگی منتشر شد. اگرچه پدرش سعی داشت او را به عنوان یک کشاورز نجیب‌زاده تربیت کند در نهایت تسلیم آرزوهای علمی پسرش شد.
کوپه آموزش رسمی اندکی دیده بود و یک موقعیت تدریس میدانی را نیز رد کرد. او به طور منظم به غرب آمریکا سفر می‌کرد و در دهه‌های 1870 و 1880 به‌عنوان عضوی از تیم‌های سازمان زمین‌شناسی ایالات متحده به کاوش پرداخت. نزاع شخصی بین کوپه و اوتنیل چارلز مارشِ دیرینه شناس به رقابت شدیدی در فسیل‌یابی میان این دو منجر شد که امروزه از آن به عنوان جنگ‌های استخوانی شود. ثروت کوپه پس از سرمایه‌گذاری‌های بی‌ثمر در حوزه معدن در دهه 1880 به شدت کاهش یافت و در نتیجه مجبور شد بخش بزرگی از فسیل‌های خود را به فروش برساند. او پیش از مرگش در تاریخ 12 آوریل 1897 توانست مجددا زندگی حرفه‌ای خود را احیا کند.

## زندگی‌نامه

### سال‌های اولیه زندگی
ادوارد درینکر کوپه پسر ارشد آلفرد کوپه و هانا، دختر توماس ادج از شهرستان چسترِ پنسیلوانیا در تاریخ 28 ژوئیه 184۰ متولد شد. او فامیل دور گیلبرت کوپ، تاریخ‌شناس معروف، بود. «درینکر» نام مادربزرگ پدری‌اش، دختر جان درینکر از فیلادلفیا، بود. خانواده کوپه اصالتی انگلیسی داشتند. اولین فرد این خانواده که در سال 1683 وارد آمریکا شد، الیور کوپه نام داشت؛ خیاطی از روستای آوبریِ ویلتشر که ۲۵۰ هکتار زمین در دلاوردریافت کرده بود. به نظر می رسید که مرگ مادرش در ۳ سالگی تأثیر چندانی بر ادوارد جوان نداشته است چرا که در نامه‌هایش ذکر کرده بود او را به خاطر نمی‌آورد.
ادوارد در یک خانه سنگی بزرگ به نام «فیرفیلد» در فیلادلفیا به دنیا آمد و بزرگ شد. 8 جریب (معادل 3.2 هکتار) باغ دست‌نخورده با گیاهان غیربومی منظره‌ای منحصربه‌فرد و مکانی برای کاوش‌های ادوارد جوان مهیا کرده بود. خانواده کوپه خواندن و نوشتن را در اولایل دوران کودکی به فرزندان خود آموزش می‌دادند. ادوارد در کودکی به سراسر نیوانگلند سفر کرده بود و از موزه‌ها، باغ وحش‌ها و باغ‌های فراوانی دیدن می‌کرد. علاقه کوپه به حیوانات و توانایی هنری او در سنین کودکی آشکار شد.

### خانواده و حرفه اولیه
هنگامی که کوپه در سال 1864 به فیلادلفیا بازگشت، خانواده‌اش تمام تلاش خود را کردند او را به عنوان استاد جانورشناسی کالج هاورفورد، یک مدرسه کوچک کوئیکر که با خانواده آنها ارتباط مالی داشت، استخدام کنند.
طی سال‌های 1866 و 1867، کوپه چندباری به بخش‌های غربی کشور سفر کرد. او تجربیات علمی خود را برای پدرش بازگو و به عنوان بخشی از آموزش‌های دخترش، توضیحاتی از زندگی حیوانات برای او ارسال می‌کرد. کوپه از آموزش در هاورفورد لذت می‌برد، اما برای پدرش نوشت که «نمی‌تواند کارهایش را به سرانجام برساند.» بنابراین از سمت خود در هاورفورد استعفا داد و با خانواده‌اش را به هادونفیلد نقل مکان کرد، جایی در  نزدیکی بسترهای فسیلیِ غرب نیوجرسی.